# Red Steel
Red Steel è un videogioco sviluppato dalla Ubisoft per la console Nintendo Wii. È stato il primo gioco del Wii a mostrare degli screenshot, dando un'idea di quali fossero le capacità della nuova console.

## Trama
Il gioco inizia in un locale di un hotel, dove noi vestiremo i panni del protagonista Scott San. Insieme alla sua ragazza, Miyu Sato, sta aspettando di cenare e incontrare per la prima volta il padre della sua dolce metà. Quando ad un tratto, Miyu viene rapita da uomini misteriosi. Scott incontrerà in seguito suo padre Isao Sato, che scoprirà essere capo di un potente clan della Yakuza. Esso donerà a Scott la Katana Giri, una leggendaria spada che ci accompagnerà per tutta l'avventura, dopodiché Scott cercherà di fermare la misteriosa banda che ha rapito Miyu.

## Personaggi
- Scott: Protagonista del gioco, fa di tutto per salvare la fidanzata Miyu.
- Harry Stamper: Antagonista secondario del gioco corrotto da Tokai Sama. Un Americano padrone di un bar di lusso. Tortura Scott per sapere dove si trova la Katana Giri. È un asso nella spada. Dipende dal giocatore se ucciderlo o meno.
- Tokai Sama: Spietato e cinico, è l'antagonista del gioco. Ingaggia diversi sicari e corrompe le persone di cui Scott si fida ciecamente, come lo stesso Harry.
- Otori: Maestro di spada. Era unito al clan di Sato che ha poi abbandonato. Aiuta Scott in diverse situazioni.
- Mariko: Figlia di Otori. È probabilmente innamorata di Scott. La sua morte dipende dal diverso finale che decide se si salva o meno.
- Miyu Sato: Fidanzata di Scott.
- Ryuichi: Aiutante di Isao Sato. Pare essere l'antagonista nella prima parte del gioco finché non si scopre che è solo un fantoccio.

## Modalità di gioco
Il gameplay sfrutta al massimo la combinazione Remote/Nunchuk. Il sistema di controllo è molto coinvolgente e semplice: per ricaricare l'arma sarà sufficiente agitare il Nunchuk, per usare degli oggetti come copertura (tavoli) dal fuoco nemico basterà spingere il Remote in avanti. Il personaggio viene mosso con lo Stick Analogico del Nunchuk, mentre la visuale e il mirino della pistola verranno mossi col telecomando. Particolare molto innovativo è la completa distruttibilità degli scenari. Infatti ogni elemento del livello di gioco potrà essere distrutto, cosa che si rivelerà utile anche in alcuni casi. L'AI dei nemici è altamente sofisticata (la stessa di F.E.A.R.).

## Armi
Oltre alla Katana e il Tanto, vi sono un sacco di armi da fuoco collezionabili durante l'avventura.
- Pistole:
  - Steyr M-A1.
  - Colt M1911A1 Government (Calibro 45)
  - Walther P99
  - Revolver (referred to as the "MP 412")
- Heckler & Koch MP7 - Pistola semi automatica
- Benelli M4 - Doppietta
- TYPE 89 - Fucile d'assalto.
- Granata
- Mini Uzi
- USAS-12
- FN SCAR
- AE Rifle - Fucile di precisione

## Multiplayer
La modalità Multiplayer comprende 4 Scenari e 3 Modalità: Deathmatch, Team Deathmatch e Killer. La visuale è in split-screen.

## Reazioni
| Rivista o Sito     | Punteggio |
| ------------------ | --------- |
| NGamer UK          | 9/10      |
| Nintendo Power     | 8/10      |
| Gametrailers       | 7.8/10    |
| Game Informer      | 7.5/10    |
| VgPub              | 7.5/10    |
| Thunderbolt        | 7/10      |
| The New York Times | 6.9/10    |
| Gamepro            | 6.5/10    |
| IGN                | 6/10      |
| Eurogamer          | 6/10      |
| GameSpot           | 5.5/10    |
| Edge Magazine      | 5/10      |
| 1UP                | 5/10      |
| Gamespy            | 4/10      |
| Videogamer         | 4/10      |
| Game Revolution    | 2.5/10    |
| Punteggio totale   |           |
| Metacritic         | 63/100    |
| GameRankings       | 65.83%    |

In generale il Titolo non è stato esaltato dalla critica, ricevendo una media di voti del 63% secondo Metacritic, che spaziano dal più alto 9/10 di NGamer UK al più basso 2.5/10 di Game Revolution

## Sequel
Il 29 aprile 2009 la Ubisoft annunciò il seguito Red Steel 2, uscito il 23 marzo 2010 nel Nord America e il 26 marzo 2010 in Europa